# Acámbarói vízvezeték
Az acámbarói vízvezeték a mexikói Acámbaro város jelentős történelmi műemléke. Az 1520-as években épült, hogy a közeli hegyekben található források vizét eljuttassa a településre. Bár nagy része nem látható (bizonyos szakaszai a föld alatt haladnak), de vannak látványos, boltíves részletei a föld fölött is.

## Története
Az acámbarói (és a Yuririai-tavi) vízvezeték a spanyolok által a gazdaság fejlesztése érdekében kivitelezett létesítmények legrégebbijei közé tartozik Guanajuatóban. Az utak kereszteződésében fekvő Acámbaro már a spanyol hódítás előtt is fontos hely volt, és az európaiak megérkezése után is megmaradt annak: közigazgatási központot hoztak itt létre. A hagyomány szerint ezek az új urak, valamint néhány ferences rendi személy (köztük Antonio de Bermul) 1526 és 1530 között építette fel az első, akkor még fából készült vízvezetéket településen, amely az innen délkeletre fekvő hegység forrásainak vizét szállította, méghozzá hármas hasznosítás céljából: a víz az emberi fogyasztás mellett malmok meghajtására és öntözésre is szolgált. Anyagául a környéken gyakori mexikó mocsárciprust (helyi nevén ahuehuete vagy sabino) használtak. Később a fát felváltotta a kő, és bizonyos szakaszokon földalatti csatornák is kiépültek. Van olyan leírás, amely konkrétan azt írja, az építmény 1527-ben készült el, és azt is megemlíti, hogy Bermul atya a forrás környékén lakó indián családoktól kért engedélyt rá, hogy vezetéken elvezethessék a vizet a városba.
A városba érkező vizet a szintén a 16. században felépült ferences kolostor is hasznosította: kertjében ennek köszönhetően tudtak zöldségeket, szőlőt, fügét, almát, diót és barackot termeszteni. 1679-ben és 1792-ben is végeztek felújítási munkálatokat az építményen: erre utal a forrásnál található, kőből készült létesítményre felírt két évszám is. A vezeték még a 20. század közepén is szállított vizet.

## Leírás
A vízvezeték az Acámbarótól délkeletre található ucareói hegyvidék forrásaiból származó vizet szállított. Ezek a kis vízfolyások (San Mateo de) Tócuaro térségében egyesültek: ezt a vidéket emiatt Toma del Agua („vízvétel”) néven ismerték, és ma is La Toma elnevezéssel illetik. A vezeték innen mintegy 6 km hosszúságban tartott a városig: a déli városrészben ma is Acueducto („vízvezeték”) a neve egy íves nyomvonalú utcának, amely mentén a vezeték haladt; ettől északabbra, a városközpont irányába az egyenes Hidalgo utcán húzódik az építmény.
Több különféle szakasza volt vagy van: néhol egyszerű csatornaként húzódik, máshol a föld alatt, néhol egy-egy alacsonyabb fal tetején, másutt boltívek sorozatának tetején halad, helyenént fedetten, másutt fedetlenül. Mindezt a felszín változatossága miatt kellett így kialakítani. Kezdeti szakaszán még beleolvad a környezetbe, La Lajától pedig cikkcakkos úton halad, amit azért terveztek így, hogy az áramlás sebességét csökkentsék. Itt több, félgömb alakú tetővel fedett, 1–2 méter magas „elosztó-tartályt” is létesítettek rajta. Ezeknek az elosztóknak a (főként andezitből és riolitból álló) kövei között ősi mezoamerikai stílusban megmunkált, illetve azóta elpusztult prehispáni kori teraszok kövei is megtalálhatók. Ezek a „tartályok” többnyire négyszögletes alaprajzúak, kivéve az utolsó, ami kör alaprajzú: ez La Soledad városrészben található, közel ahhoz a helyhez, ahol az Acueducto és az Hidalgo utcák (pontosabban a Prolongación Hidalgo, azaz az Hidalgo utca meghosszabbítása) csatlakoznak egymáshoz, és „gerezdekkel” díszített „kupolája” egy félbevágott narancshoz hasonlít. Kőfalai 42 cm vastagok. A délebbre, La Lajában található tartályok közül kettőt is La Tortuga, azaz „A Teknős” néven ismernek a helyiek.
Leglátványosabb része az északi végének térségében, az Hidalgo utcában található: itt számos boltív sorakozik egymás mellett. Az első 15 félköríves, a 16. és a 18. arab stílusú, közöttük a 17. félkörív-szerű, de a tetején egy téglalapos kiszögellés látható, a 22. ismét arab, a 23. pedig igen széles, mert alatta nyílik az Aquiles Serdán utca. Ezek után még néhány, egyre alacsonyabb és kisebb ív következik, majd, mivel az utca meredekebben emelkedik, mint a vezeték teteje, teljesen elfogynak az ívek. Az északi végen egy nyolcszögletű, nagyjából 7 méter magas toronyszerű építmény áll, itt található egy közkút is. Ettől még északabbra, mintegy 200 méter távolságra, a következő utcasarkon még egy keskeny, karcsú, közel azonos magasságú torony áll, a La Alcantarilla, amelynek nincs nyoma, hogy valamilyen kapcsolatban is állt volna a vezetékkel, mégis itt helyeztek el egy emléktáblát, amely szerint itt volt a vízvezeték vége.

## Képek

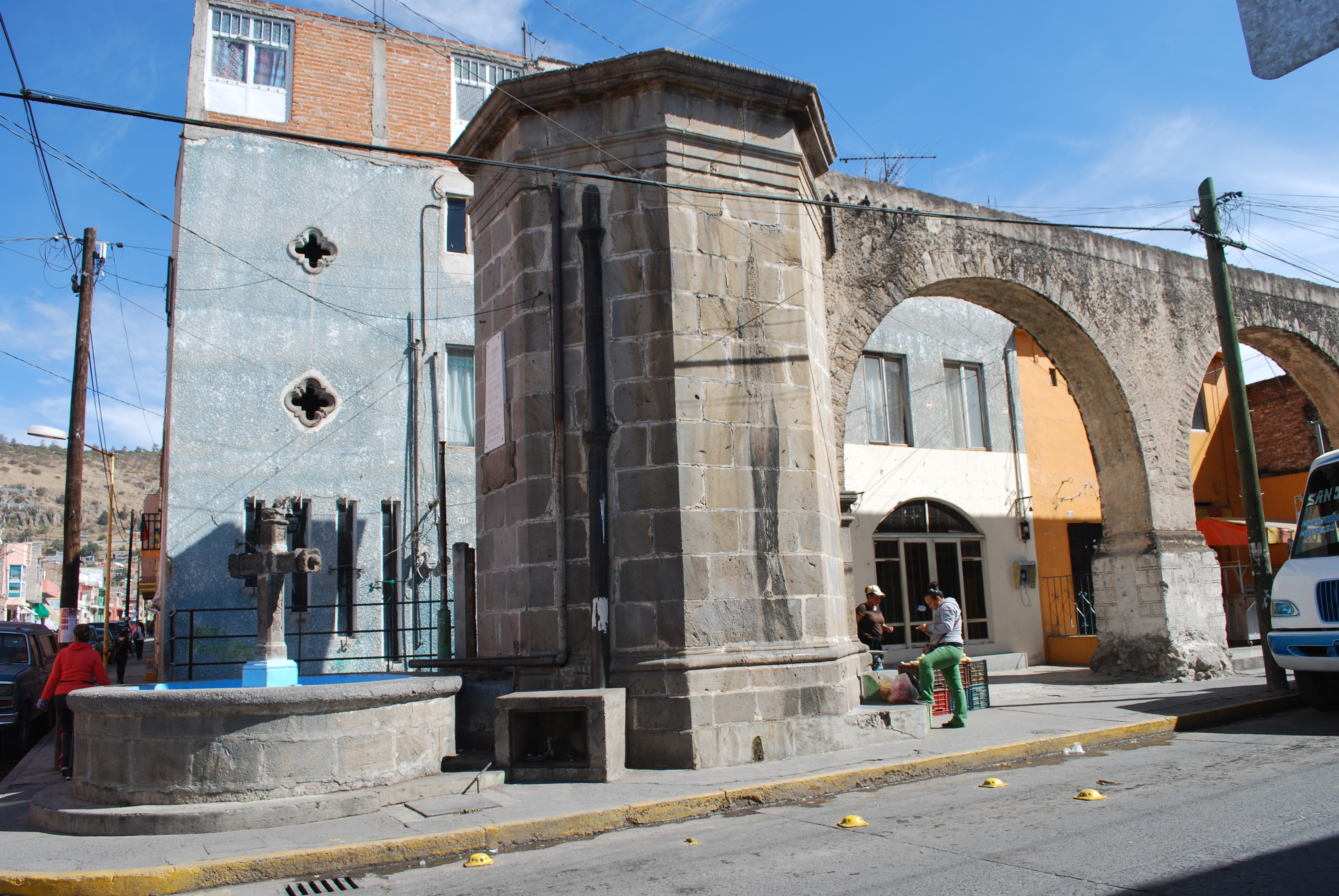
A vízvezeték vége az Hidalgo úton
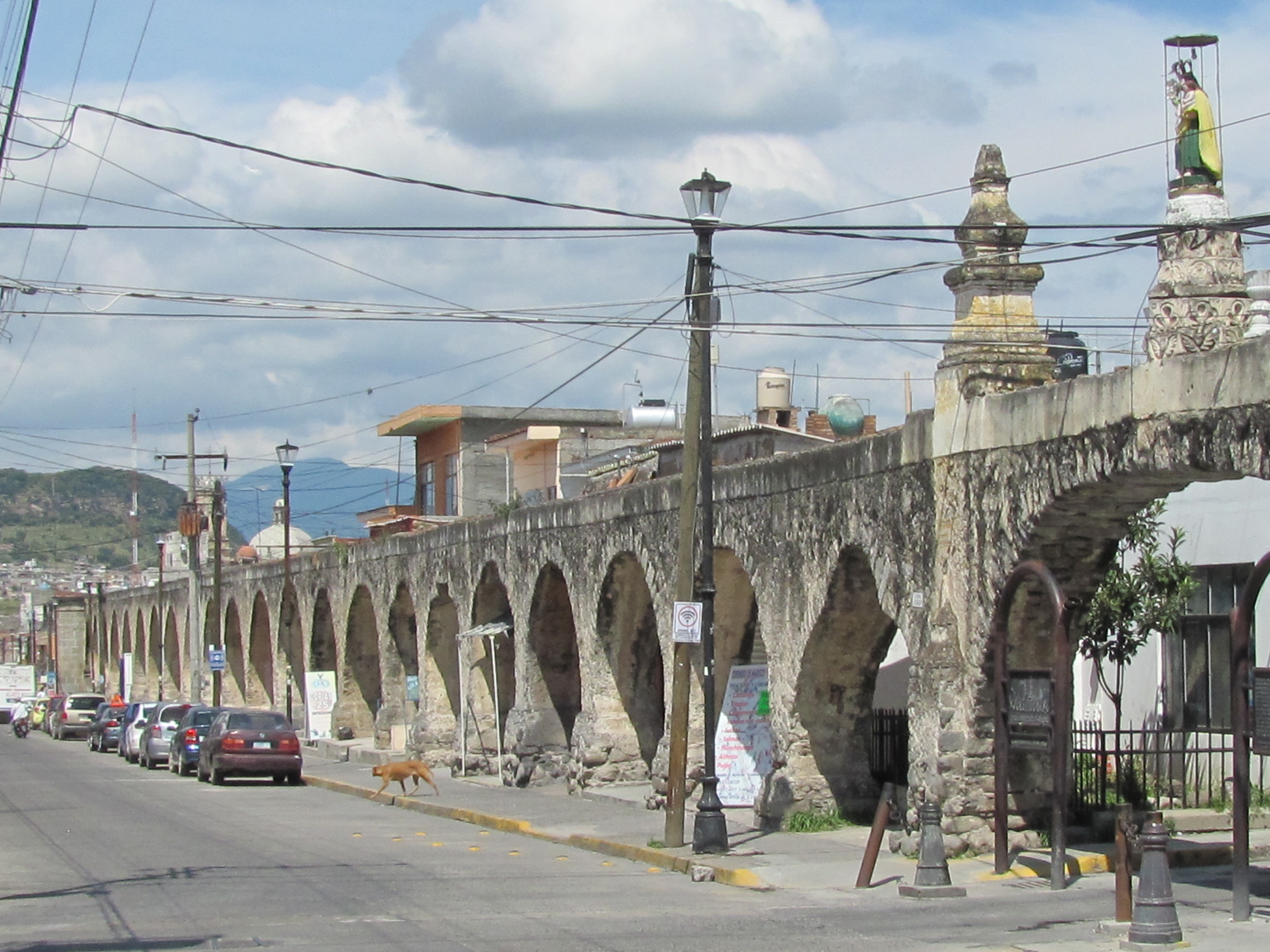
Különböző stílusú ívek
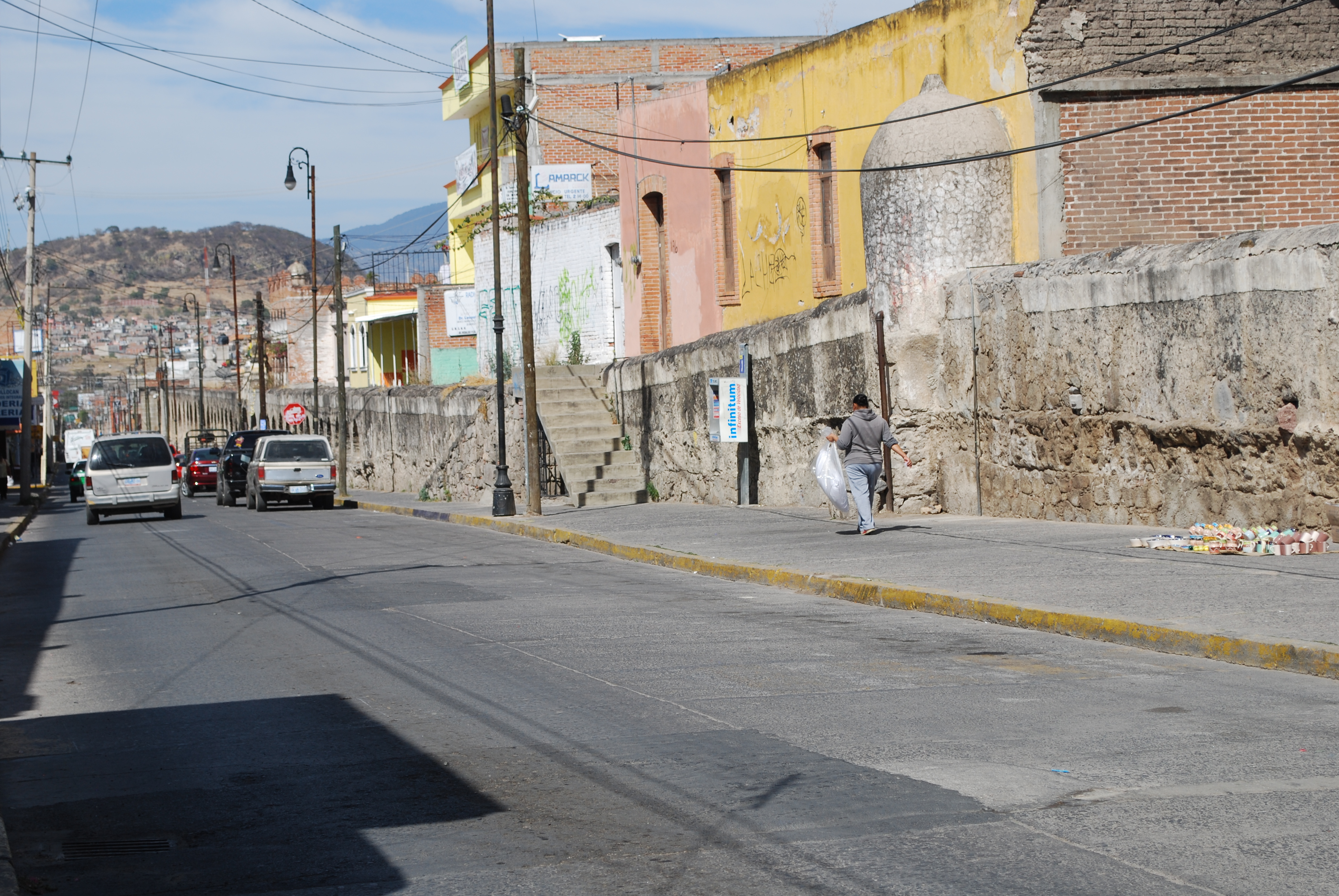
Maradványok az Hidalgo úton